# Pećský okruh
Pećský okruh (albánsky Rajonii Pejës, srbsky Pećki okrug, cyrilicí Пећки округ) je jeden ze sedmi kosovských okruhů. Hlavní město okruhu je Peć.

## Správní členění
V Pećském okruhu se nachází tato 3 města:
| Město | Počet obyvatel (2011) | Rozloha (km²) | Hustota zalidnění (km²) |
| ----- | --------------------- | ------------- | ----------------------- |
| Peć   | 96,450                | 603           | 160                     |
| Istok | 39,289                | 454           | 86.5                    |
| Klina | 38,496                | 308           | 125                     |

## Galerie

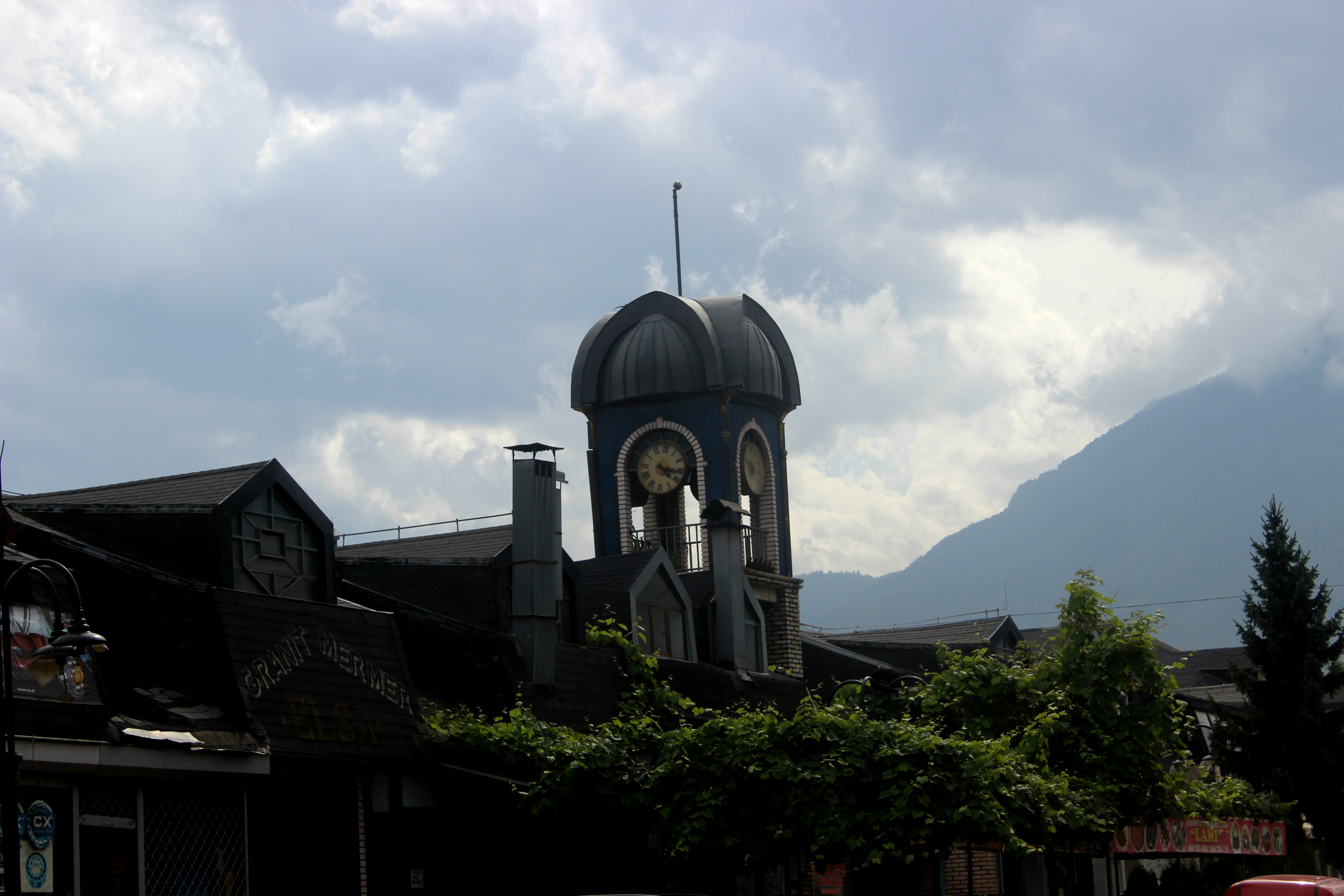
Sahatkulla
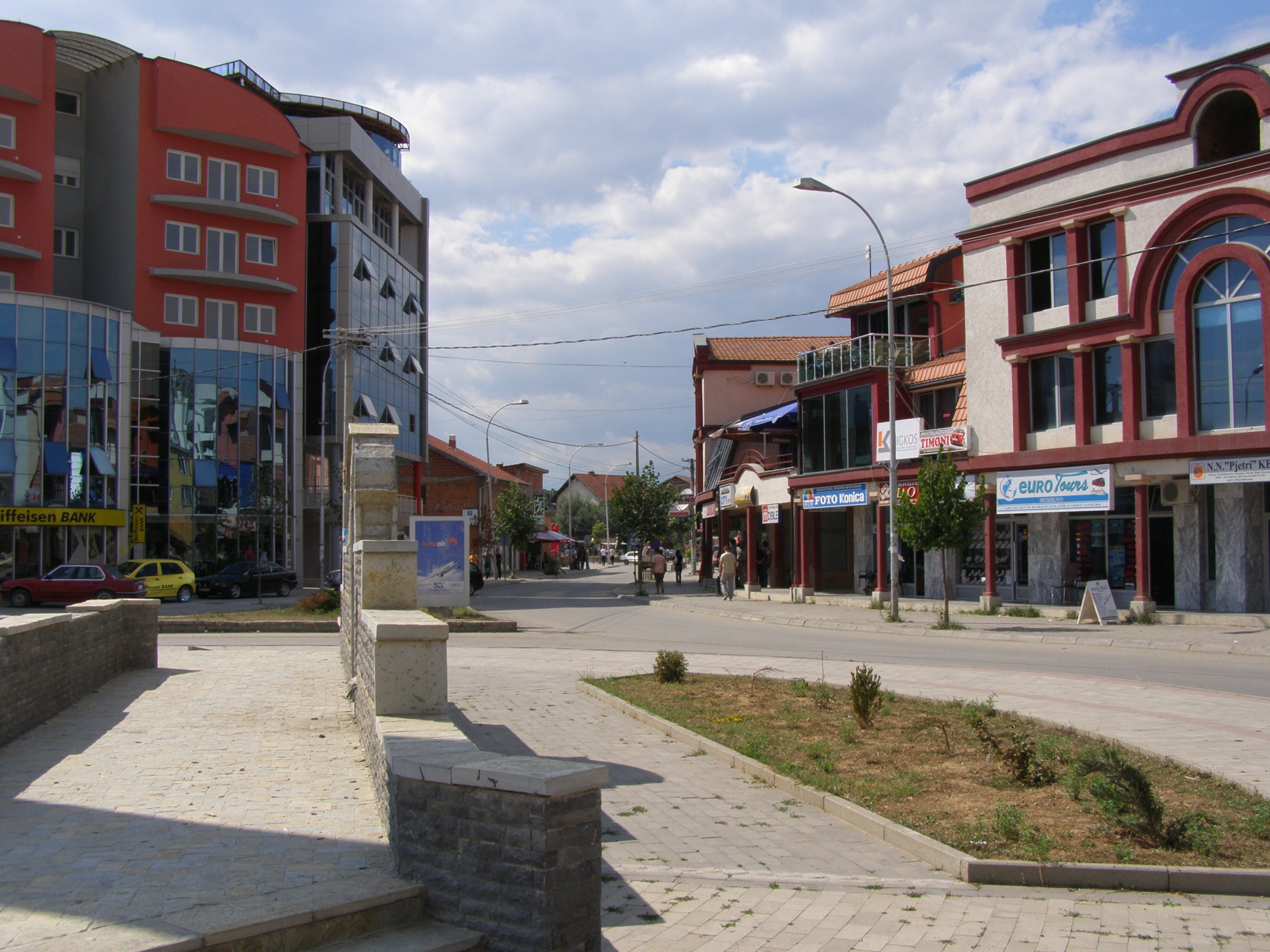
Město Klina
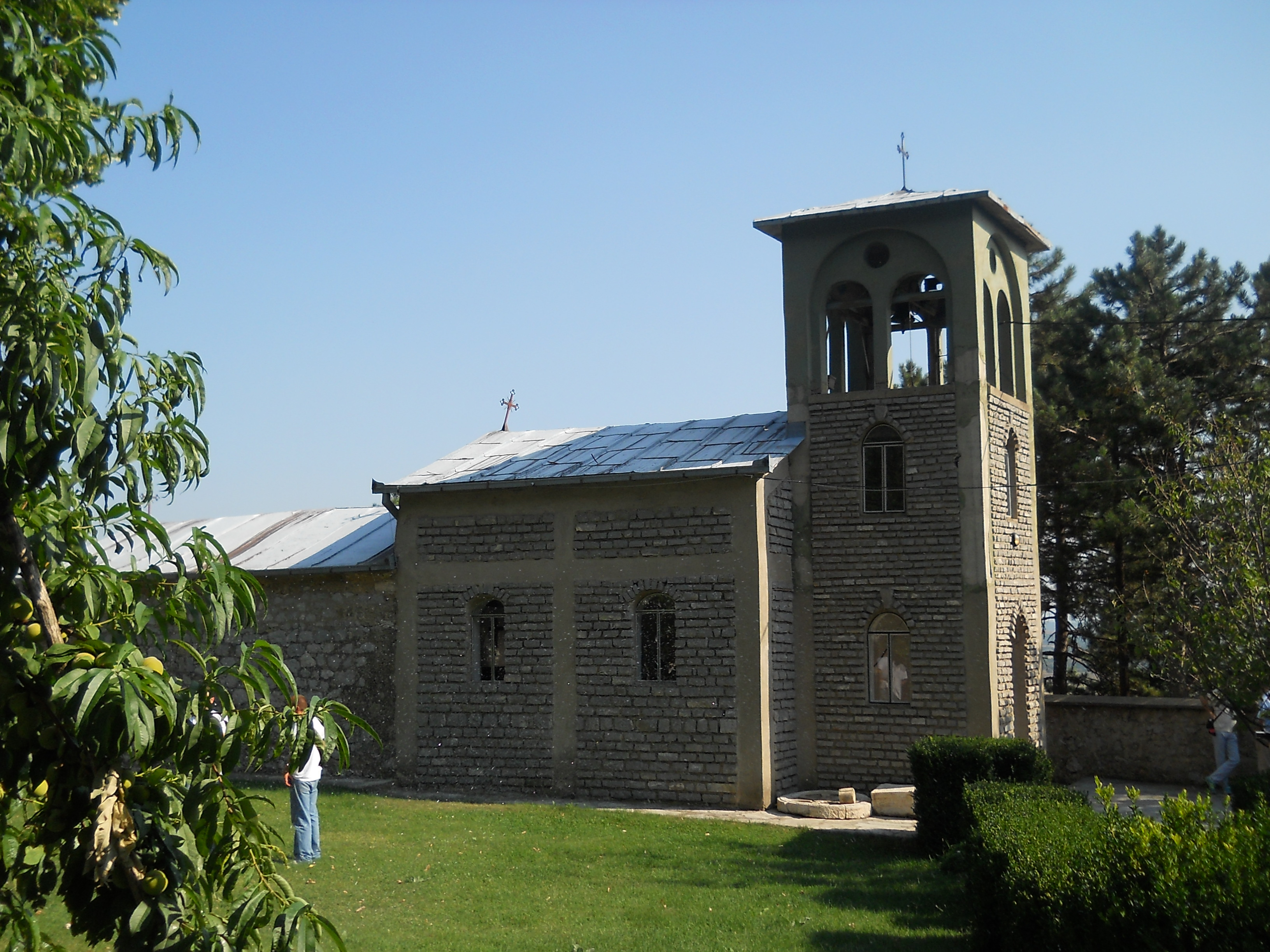
Klášter Gorioč
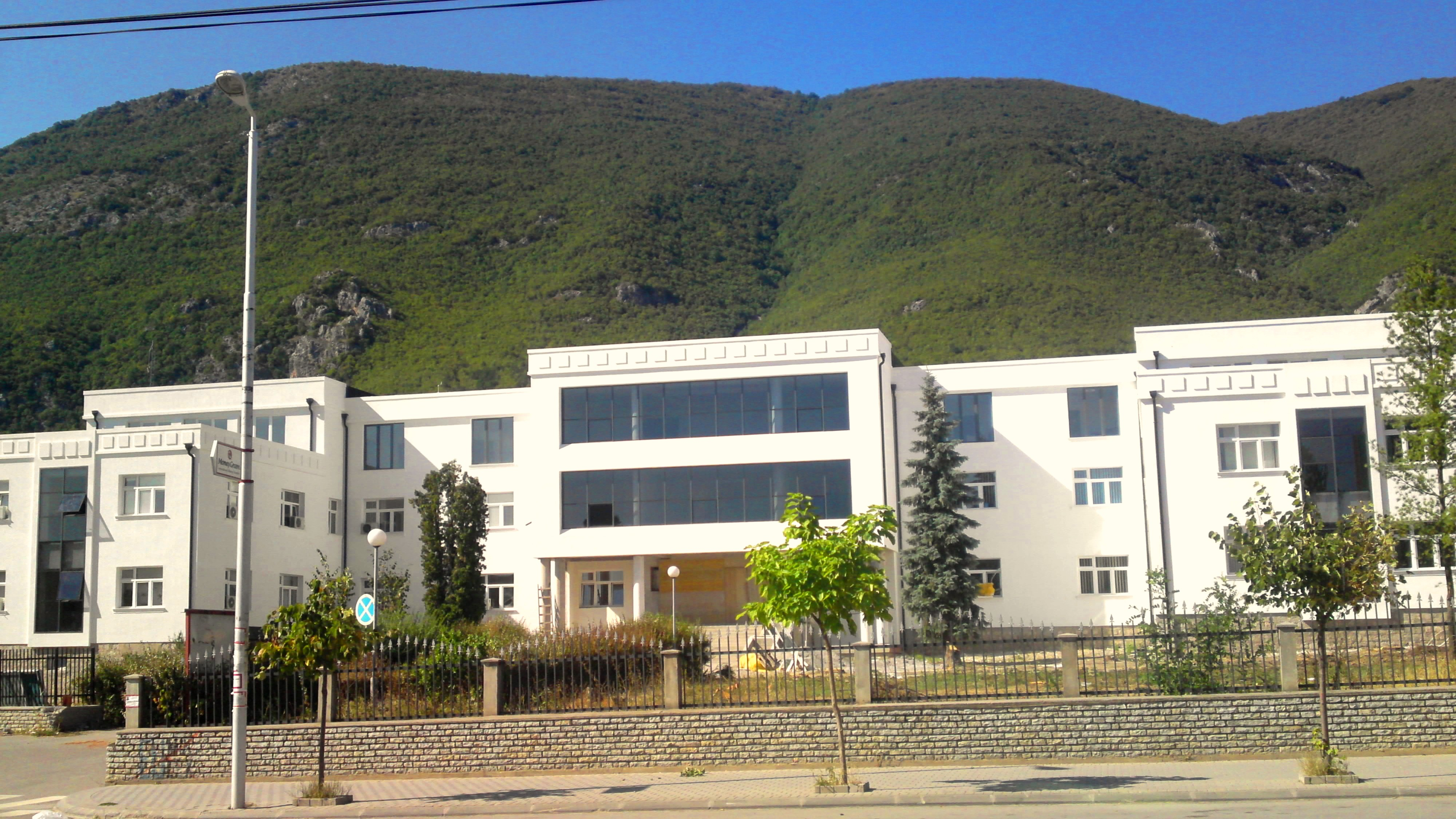
Město Istok